# Drepanoidea
Drepanoidea là một liên họ bướm đêm.

## Hình ảnh

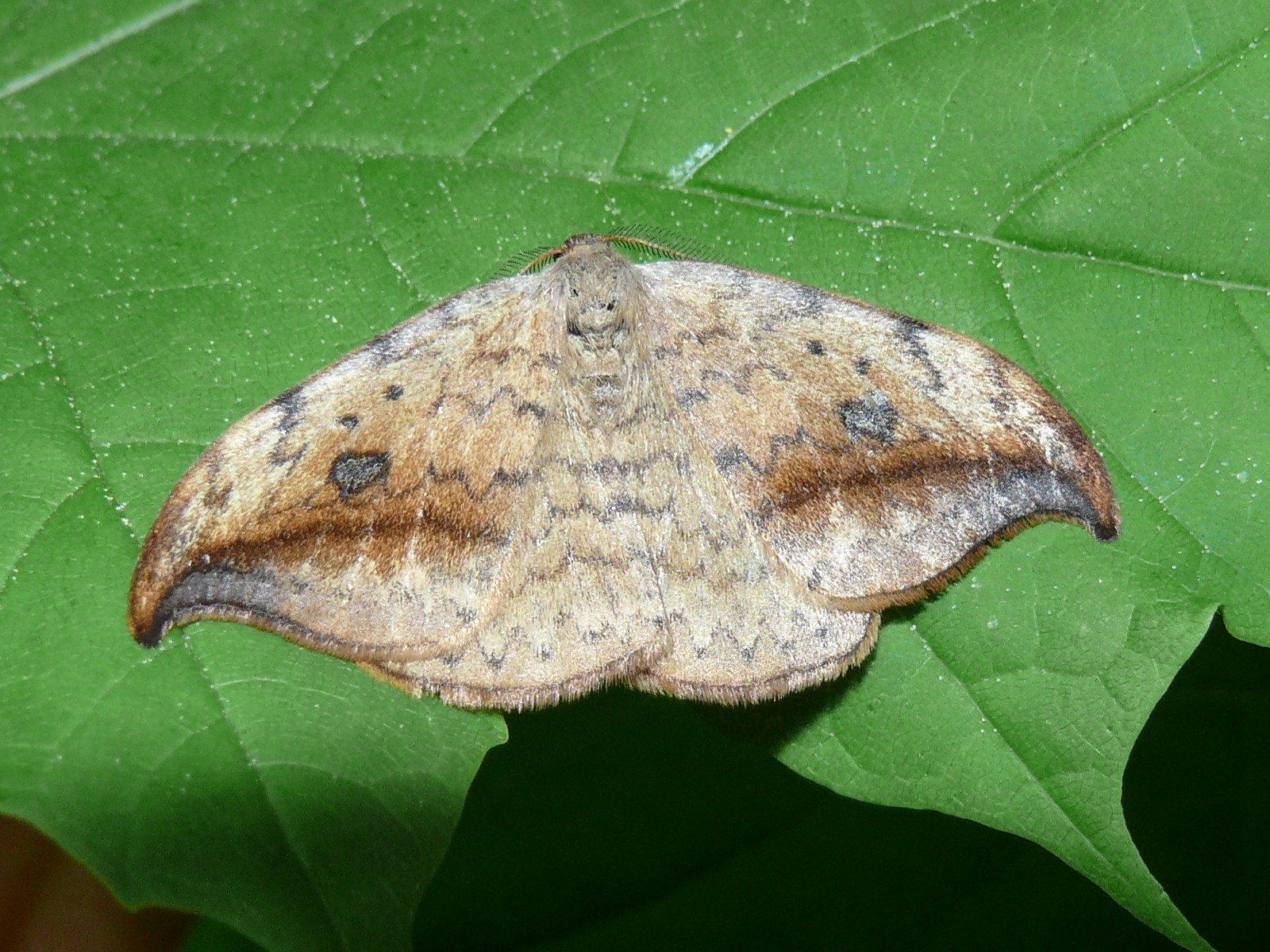

## Sources
- Firefly Encyclopedia of Insects và Spiders, edited by Christopher O'Toole, ISBN 1-55297-612-2, 2002

Bản mẫu:Lepidopteran superfamilies